# Oberliga Nord 1947/48
In 1947/48 werd het eerste kampioenschap gespeeld van de Oberliga Nord, een van de vijf hoogste klassen in het West-Duitse voetbal. Hamburger SV werd kampioen en FC St. Pauli vicekampioen. De top vier plaatste zich voor het Brits zonevoetbalkampioenschap waar HSV de titel veroverde en St. Pauli vicekampioen werd. Hierdoor plaatsten ze zich voor de eindronde om de Duitse landstitel. HSV verloor van TuS Neuendorf, terwijl St. Pauli Union Oberschöneweide met 7-0 verpletterde en zich voor de halve finale plaatste, waarin ze van 1. FC Nürnberg verloren.

## Eindstand
| Plaats | Club                   | Wed. | W  | G | V  | Saldo | Ptn. |
| ------ | ---------------------- | ---- | -- | - | -- | ----- | ---- |
| 1.     | Hamburger SV           | 22   | 17 | 3 | 2  | 66:17 | 37   |
| 2.     | FC St. Pauli           | 22   | 17 | 3 | 2  | 73:20 | 37   |
| 3.     | Eintracht Braunschweig | 22   | 12 | 4 | 6  | 50:31 | 28   |
| 4.     | Werder Bremen          | 22   | 12 | 2 | 8  | 43:38 | 26   |
| 5.     | VfL Osnabrück          | 22   | 11 | 4 | 7  | 49:36 | 26   |
| 6.     | Arminia Hannover       | 22   | 9  | 3 | 10 | 35:44 | 21   |
| 7.     | VfB Lübeck             | 22   | 9  | 2 | 11 | 41:53 | 20   |
| 8.     | Concordia Hamburg      | 22   | 8  | 3 | 11 | 44:46 | 19   |
| 9.     | Bremer SV              | 22   | 8  | 1 | 13 | 40:46 | 17   |
| 10.    | Holstein Kiel          | 22   | 6  | 2 | 14 | 35:65 | 14   |
| 11.    | Hannover 96            | 22   | 6  | 1 | 15 | 32:69 | 13   |
| 12.    | Victoria Hamburg       | 22   | 2  | 2 | 18 | 24:67 | 6    |

|  | Play-off eerste plaats en gekwalificeerd voor Brits zonevoetbalkampioenschap |
|  | Gekwalificeerd voor Brits zonevoetbalkampioenschap                           |
|  | Play-off deelname Brits zonevoetbalkampioenschap                             |
|  | Degradatie                                                                   |

Play-off titel
|            |              |       |              |                           |
| 2 mei 1948 | Hamburger SV | 2 – 1 | FC St. Pauli | Stadion Hoheluft, Hamburg |
| 2 mei 1948 |              |       |              | Stadion Hoheluft, Hamburg |

Play-off vierde plaats
|            |               |       |               |                       |
| 2 mei 1948 | Werder Bremen | 3 – 1 | VfL Osnabrück | Radrennbahn, Hannover |
| 2 mei 1948 |               |       |               | Radrennbahn, Hannover |

## Promotie-eindronde
| Plaats | Club               | Wed. | Wa | G | V | Saldo | Ptn. |
| ------ | ------------------ | ---- | -- | - | - | ----- | ---- |
| 1.     | TuS Bremerhaven 93 | 5    | 3  | 1 | 1 | 11:07 | 7    |
| 2.     | Eimsbütteler TV    | 5    | 3  | 1 | 1 | 12:08 | 7    |
| 3.     | 1. SC Göttingen 05 | 5    | 2  | 1 | 2 | 11:15 | 5    |
| 4.     | Itzehoer SV        | 5    | 2  | 1 | 2 | 08:12 | 5    |
| 5.     | Altona 93          | 5    | 2  | 0 | 3 | 15:09 | 4    |
| 6.     | Teutonia Uelzen    | 5    | 1  | 0 | 4 | 06:12 | 2    |

|  | Promotie naar Oberliga Nord 1948/49 |